# Berkenfamilie
De berkenfamilie (Betulaceae) omvat bekende struiken en bomen als berk (Betula), els (Alnus), Carpinus, Corylus en hopbeuk (Ostrya).  Er is altijd enig verschil van mening geweest over welke planten tot deze familie behoren, in de zin dat de hazelaar en verwanten soms wel zijn afgesplitst als de hazelaarfamilie (Corylaceae). Dit is echter meer uitzondering dan regel.
In Nederland komen in het wild voor:
- Ruwe berk (Betula pendula)
- Zachte berk (Betula pubescens)
- Hartbladige els (Alnus cordata)
- Zwarte els (Alnus glutinosa)
- Witte els (Alnus incana)
- Haagbeuk (Carpinus betulus)
- Hazelaar (Corylus avellana)